# Czapski-Palais

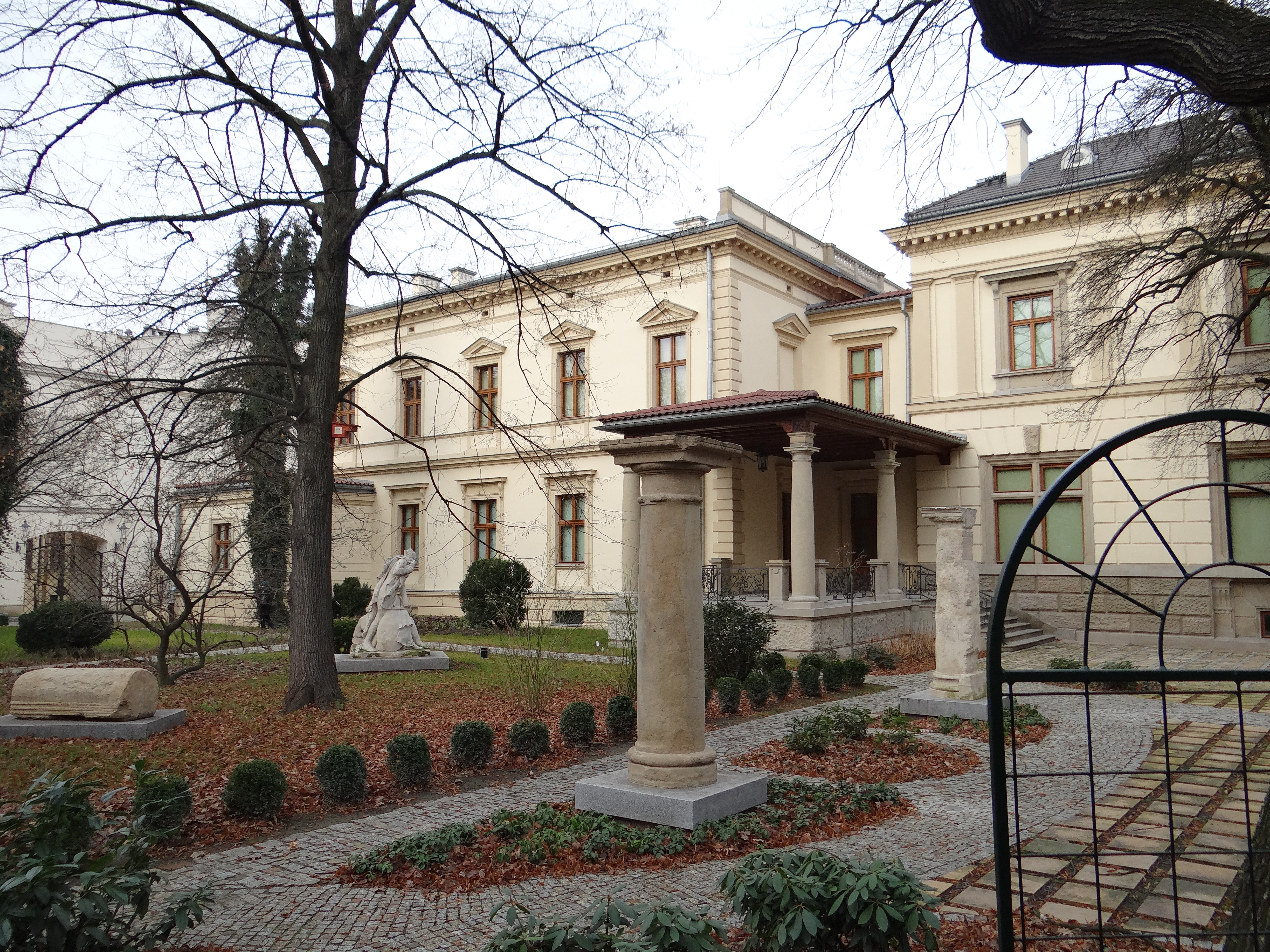
Innenhof des Czapski-Palais Krakau

Das Czapski-Palais (polnisch Pałac Czapskich) in Krakau (Woiwodschaft Kleinpolen) ist ein Palais, das von Antoni Siedek für den polnischen Magnaten und Arzt Humbert Krasiński erbaut wurde.

## Lage und Beschreibung
Das Gebäude liegt im Stadtteil Neue Welt, der sich unmittelbar westlich der Krakauer Altstadt anschließt.

## Geschichte
Humbert Krasiński ließ das Palais von 1883 bis 1884 im Stil des Historismus (Neorenaissance) für seine Familie errichten. Nach seinem Tod erwarb 1894 der Kunstsammler Emeryk Hutten-Czapski das Gebäude, um hier seine Münzsammlung unterzubringen. Zu diesem Zweck ließ er das Gebäude bis 1896 von Tadeusz Stryjeński ausbauen. Die Sammlung wurde hier im Rahmen des Emmerich-Hutten-Czapski-Museums ausgestellt, später erwarb das Nationalmuseum Krakau das Gebäude und die Sammlung. Nach umfangreichen Renovierungsarbeiten sind die Sammlungen im Palais seit 2013 wieder öffentlich zugänglich.